# Wilton (Nou Hampshire)
Wilton és una població dels Estats Units a l'estat de Nou Hampshire. Segons el cens del 2000 tenia 3.743 habitants.

## Demografia
Segons el cens del 2000, Wilton tenia 3.743 habitants, 1.410 habitatges, i 1.023 famílies. La densitat de població era de 56,1 habitants per km².
Dels 1.410 habitatges en un 36,7% hi vivien nens de menys de 18 anys, en un 59,6% hi vivien parelles casades, en un 8,9% dones solteres, i en un 27,4% no eren unitats familiars. En el 19,7% dels habitatges hi vivien persones soles el 8,2% de les quals corresponia a persones de 65 anys o més que vivien soles. El nombre mitjà de persones vivint en cada habitatge era de 2,65 i el nombre mitjà de persones que vivien en cada família era de 3,06.
Per edats la població es repartia de la següent manera: un 26,9% tenia menys de 18 anys, un 6,3% entre 18 i 24, un 30,8% entre 25 i 44, un 25,2% de 45 a 60 i un 10,8% 65 anys o més.
L'edat mediana era de 37 anys. Per cada 100 dones de 18 o més anys hi havia 95,9 homes.
La renda mediana per habitatge era de 54.276$ i la renda mediana per família de 61.311$. Els homes tenien una renda mediana de 39.830$ mentre que les dones 28.714$. La renda per capita de la població era de 26.618$. Entorn del 3,1% de les famílies i el 4,2% de la població estaven per davall del llindar de pobresa.